# Joaquin Navarro-Valls
Joaquin Navarro-Valls (Cartagena, 16. studenoga 1936. – Rim, 5. srpnja 2017.) bio je španjolski liječnik i novinar, dugogodišnji glasnogovornik Svete Stolice i ravnatelj Vatikanskoga tiskovnoga ureda.

## Životopis

### Obrazovanje
Rođen je u Cartageni krajem 1936., u vrijeme kada je Španjolskom bijesnio sveopći građanski rat. Majka Conchita bila je domaćica i odgajala svoje petero djece, a otac Joaquin (Joakim) radnik.
U rodnoj Cartageni pohađao je Njemačku školu, nakon čega upisuje studij medicine pri Sveučilištu u Granadi. Tri godine kasnije nastavlja na Sveučilištu u Barceloni, gdje u znanstvenom časopisu »Actualitad Medica« objavljuje prve radove. Istovremeno je pohađao studij novinarstva na Fakultetu znanosti i komunikacija Sveučilišta u Navarri u Pamploni.
Godine 1958. priključuje se zajednici Opus Dei. Iste godine kada je diplomirao medicinu (1961.) započinje specijalizaciju za područje psihojatrije, u okviru čega pohađa poslijediplomske programe na Harvardu. Svoju vojni rok odslužio je u Španjolskoj mornarici. Diplomu iz novinarstva stječe 1968., a dvije godine kasnije i iz komunikologije. Iste godine objavljuje i svoj prvi esej »Manipulacije u oglašavanju«.

### Novinarstvo
Godine 1970. seli se u Rim, gdje radi kao dopisnik časopisa »Nuestro Tiempo« (Naše vrijeme) i španjolskih dnevnih novina ABC, poznatih po konzervativnim stajalištima.
Zahvaljujući podršci suradnika, 1979. izabran je u Vijeće urednika, a kasnije je u dvogodišnjem mandatu (1983. i 1984.) bio predsjednik Zajednice stranih novinara Italije.
Uz španjolski, tečno je govorio talijanski, francuski i engleski.

### Sveta Stolica
Službu ravnatelja Tiskovnog ureda Svete Stolice preuzeo je 1984. Prije toga radio je kao dopisnik iz Rima za španjolske konzervativne novine ABC. Za svoje 22 godine ravnateljske službe značajno je unaprijedio djelovanje Ureda. Nije se samo brinuo za svakodnevnu komunikaciju s novinarima akreditiranima pri Tiskovnom uredu preko dnevnoga biltena »Bolettino«, nego je uveo i novo sredstvo priopćavanja, agencijski servis »Vatican information servis« (VIS) na engleskom jeziku kojim je slao brze i sažete vijesti apostolskim nuncijima i biskupima diljem svijeta.
Vrlo važnu ulogu u njegovoj službi imao je izravan kontakt s papom Ivanom Pavlom II. zbog čega je obnašao dužnost papina glasnogovrnika, iako nije imao bogoslovno obrazovanje kao svoj nasljednik o. Federico Lombardi. Prema pisanjima austrijskog »Kathpressa«, Valls je uvijek bio »duboko zahvalan što je velike povijesne trenutke mogao proživjeti a velikim poglavarom Katoličke Crkve, kao što je bio sustet između pape Ivana Pavla II. i tadašnjeg sovjetskog predsjednika Mihaila Gorbačova, prvi papin odlazak na Kubu i pohod jeruzalemskomu Zidu plača«.
Osim službe u Tiskovnom uredu, Sveta Stolica povjeravala mu je političke i diplomatske misije te je bio član službenoga izaslanstva Svete Stolice na Svjetskoj konferenciji o stanovništvu Ujedinjenih Naroda u Kairu 1994. A i prije papinih pohoda Kubi 1998. s tamošnjim je vlastima vodio razgovore koji su pridonijeli velikom uspjehu tog apostolskog pohoda. Bio je sudionikom diplomatskih misija i u Kopenhagenu,  Pekingu (obje 1995.) i Istanbulu (1996.)

## Nagrade
- 2005.: Nagrada Luka Brajnović.[2]